# بالميرس (كويلومبو)
بالميرس، أو كويلومبو دوس بالميرس (بالبرتغالية: Quilombo dos Palmares)، وهو مجتمع هرب من العبودية في البرازيل الاستعمارية والذي تطور وأصبح ذا قوة عام 1605 إلى أن تم قمعهم عام 1694. كانوا يذهبون إلى قيادة بيرنامبوكو، في ما يعرف اليوم بولاية ألاغواس البرازيلية. يقع كويلومبو ما يعرف الآن ببلدية أونياو دوس بالماريس.

## الخلفية
كان التقليد الحديث هو تسمية المجتمع كويلومبو بالماريس. وكانت كويلومبوس مستوطنات بشكل رئيسي للمستعبدين الناجين والأفارقة المولودين أحرارًا. ظهر الكويلومبو إلى الوجود عندما بدأ الأفارقة في الوصول إلى البرازيل في منتصف ثلاثينيات القرن الخامس عشر ونما بشكل ملحوظ مع اتساع رقعة العبودية. لم تكن بالماريس موطنًا للأفارقة المستعبدين الهاربين فحسب، بل كانت أيضًا موطنًا لمولاتو وكابوكلوس والهنود والبيض الفقراء، وخاصة الجنود البرتغاليين الذين يحاولون الهروب من الخدمة العسكرية القسرية.

## ملخص
تشير إحدى التقديرات إلى أن عدد سكان بالماريس في تسعينيات القرن السادس عشر يبلغ حوالي 20.000 نسمة، على الرغم من أن الدراسات الحديثة تساءلت عما إذا كان هذا الرقم مبالغًا فيه. ويقدر ستيوارت شوارتز الرقم بحوالي 11000، مشيرًا إلى أنها كانت «بلا شك أكبر مجتمع هارب موجود في البرازيل». طور هؤلاء السكان مجتمعًا وحكومة مستمدة من مجموعة من النماذج الاجتماعية والسياسية في إفريقيا الوسطى، مما يعكس الأصول العرقية المتنوعة لسكانها، على الرغم من أن شوارتز يؤكد أن سكان بالماريس «جمعوا هذه [النماذج الاجتماعية السياسية] مع جوانب من الثقافة الأوروبية وعلى وجه التحديد التكيفات المحلية». كانت هذه الحكومة ذات طبيعة كونفدرالية، وكان يقودها رئيس منتخب خصص حيازات الأراضي، والمسؤولين المعينين (عادة أفراد الأسرة)، وأقاموا في نوع من التحصين يسمى ماكوكو. حاولت ست حملات برتغالية غزو بالماريس بين عامي 1680 و 1686 لكنها فشلت. أخيرًا، نظم حاكم بيرنامبوكو، بيدرو ألميدا جيشًا تحت قيادة البانديرانتس دومينغوس خورخي فيلهو وبرناردو فييرا دي ميلو وهزم قوة بالماريستا، مما وضع نهاية للجمهورية في عام 1694.

## فترة التكوين (1620–1653)
بالماريس هو الاسم العام الذي أطلقه البرتغاليون في بيرنامبوكو وألاغواس (المناطق التي خارج المستوطنات)، خاصة المناطق التي تُحاط بسلاسل الجبال والتي تتميز بوجود العديد من أشجار النخيل هناك. في وقت مبكر من عام 1602، اشتكى المستوطنون البرتغاليون للحكومة من أن أسراهم كانوا يهربون إلى هذه المنطقة التي يتعذر الوصول إليها ويبنون موكامبوس، أو مجتمعات صغيرة. ومع ذلك، لم يكن البرتغاليون قادرين على طرد هذه المجتمعات، والتي ربما كانت صغيرة ومبعثرة، لذلك استمرت الرحلات الاستكشافية بشكل دوري في الداخل.
خلال هذا الوقت، كانت الغالبية العظمى من الأفارقة المستعبدين الذين تم إحضارهم إلى بيرنامبوكو من أنغولا البرتغالية، وربما ما يصل إلى 90 ٪ ، وبالتالي ليس من المستغرب أن التقليد الذي تم الإبلاغ عنه منذ عام 1671، ذكر أن مؤسسيه الأوائل كانوا أنغوليين. في عام 1630، أرسلت شركة الهند الغربية الهولندية أسطولًا لغزو بيرنامبوكو، في سياق الحرب الهولندية البرتغالية، خلال فترة الاتحاد الأيبيري. على الرغم من أنهم استولوا على مدينة ريسيفي، إلا أنهم كانوا غير قادرين (وغير راغبين عمومًا) في احتلال بقية المقاطعة. نتيجة لذلك، كانت هناك حرب مستمرة منخفضة الحدة بين المستوطنين الهولنديين والبرتغاليين. خلال هذا الوقت هرب الآلاف من المستعبدين وذهبوا إلى بالماريس.

## من بالماريس إلى أنغولا جانغا
بعد عام 1654 تم طرد الهولنديين، وبدأ البرتغاليون في تنظيم حملات استكشافية ضد موكامبوس بالماريس. في فترة ما بعد الاتحاد الأيبيري (بعد عام 1640)، نمت ممالك بالماريس وأصبحت أكثر تماسكًا. تخبرنا الروايات اللاحقة بقليل أن المملكة كانت تسمى «أنجولا جانغا» والتي تعني وفقًا للبرتغالية «أنغولا الصغيرة»، على الرغم من أن هذه ليست ترجمة مباشرة من مصطلح كيمبوندو كما قد يتوقع المرء. من عام 1680 إلى 1694، شن البرتغاليون حربًا شبه مستمرة، وجلبت الحكومة البرتغالية القادة العسكريين البرتغاليين المشهورين دومينغوس خورخي فيلهو وبرناردو فييرا دي ميلو، الذين صنعوا سمعتهم في محاربة الشعوب الأصلية في ساو باولو ثم في وادي ساو فرانسيسكو. جند هؤلاء الرجال قوات بيرنامبوكو الحالية والحلفاء المحليين من السكان الأصليين، الذين أثبتوا دورهم في الحملة. وقع الهجوم الأخير على بالماريس في يناير 1694 والذي أسقط المستوطنة الرئيسية سيركا دو ماكاكو. تشير الروايات إلى معركة مريرة شهدت انتحار 200 من سكان بالماريس بدلاً من الاستسلام ومواجهة إعادة الاستعباد.

## تقنيات القتال

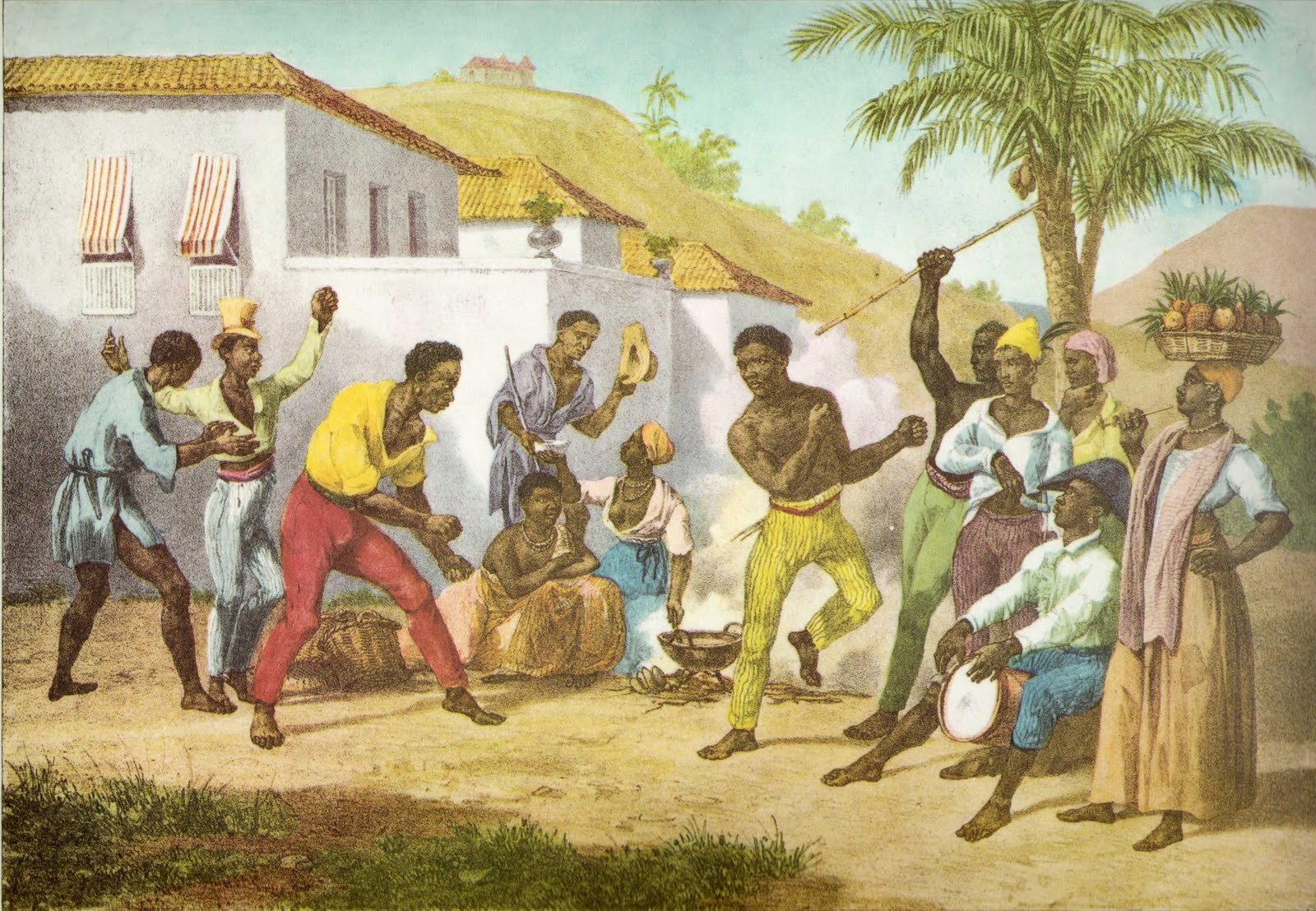
كابويرا أو رقصة الحرب لـ جوان مورتيز (1825).

على الرغم من أنه كثيراً ما يقال إن سكان بالميرس دافعوا عن أنفسهم باستخدام نموذج فنون الدفاع عن النفس يسمى كابويرا، لا يوجد دليل وثائقي على أن سكان بالميرس قد استخدموا بالفعل طريقة القتال هذه، التي ربطها المؤرخ ثومامس دش-أوبي بمنطقة مرتفعات بنغيلا. أنغولا. تصف معظم الروايات أنهم مسلحون بالأقواس والسهام والبنادق. لقد تمكنوا من الحصول على الأسلحة من خلال التجارة مع البرتغاليين والسماح لمربي صغار الماشية باستخدام أراضيهم.